# Силезский Орёл
Силезская боевая награда (нем. Schlesisches Bewährungsabzeichen), более известная как Силезский Орёл (нем. Schlesischer Adler) — негосударственный знак отличия времён Веймарской республики для бойцов фрайкора. В нацистской Германии статус награды был повышен — она стала государственной.

## История
«Силезский Орёл» был учреждён 16 июня 1919 года командованием 6-го армейского корпуса, чтобы отметить боевые заслуги и патриотизм бойцов пограничной охраны, которые защищали территориальную целостность Веймарской республики во время Силезских восстаний. Награждение осуществлялось с 1 февраля 1920 года.
В марте 1921 года, во время третьего Силезского восстания, награждения возобновились. Бойцам, которые уже получили награды, вручали версию Силезского Орла с дубовыми листьями.

## Описание

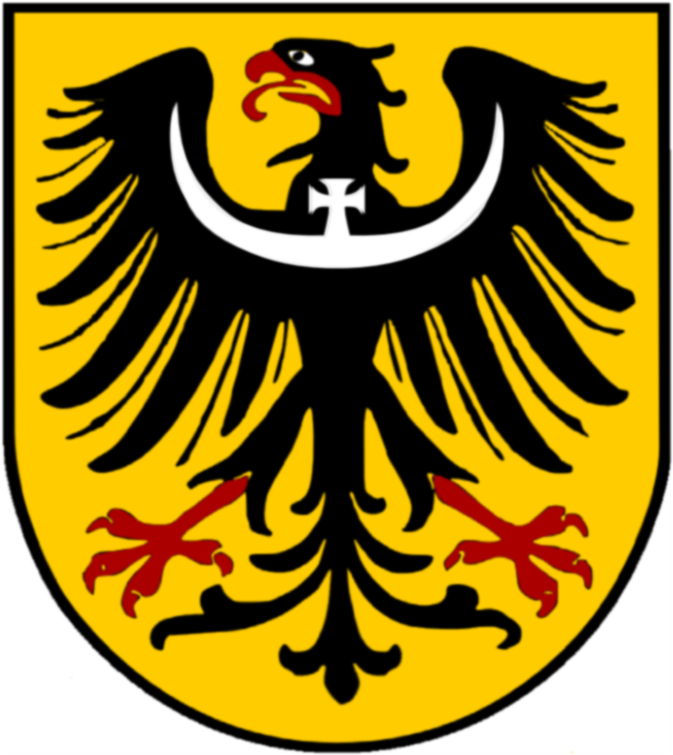
Герб Силезии

Отличие имеет вид стилизованного герба Силезии — Силезского Орла: чёрный орёл с частично сложенными крыльями, на груди и крыльях которого растянут золотой полумесяц с крестом. В когтях орел держит ленту с надписью FÜR SCHLESIEN («за Силезию»). Также существовали знаки с мечами.

## Условия награждения и ношения
Существовали 2 степени знака отличия:
- Знак 2-й степени — за 3 месяца безупречной службы в одном и том же подразделении
- Знак 1-й степени — за 6 месяцев безупречной службы в одном и том же подразделении

Получатель награды платил взнос за её изготовление в размере 3,5 марки. Существовал также эмалированный вариант знака, который стоил дороже.
Награду носили на левой стороне груди. Знак отличия 1-й степени крепился к форме с помощью шпильки, а 2-й степени — на жёлто-бело-жёлтой ленте (цвета Силезии).
В исключительных случаях знак отличия 2-й степени вручали гражданским лицам, которые помогали защищать Силезию.

## Статус награды
15 мая 1934 года награда в своем первоначальном виде (без дубовых листьев или мечей) получила официальный статус государственной награды.
Согласно закону Германии о порядке награждения орденами и о порядке ношения от 26 июля 1957 года (нем. Gesetz uber Titel, Orden und Ehrenzeichen) было разрешено ношение награды.